# چارلز دنینگتون
چارلز دنینگتون (انگلیسی: Charles Dennington؛ ۷ اکتبر ۱۸۹۹ – ۲۵ ژانویه ۱۹۴۳ (aged 43)) بازیکن فوتبال اهل بریتانیا بود.
از باشگاه‌هایی که در آن بازی کرده‌است می‌توان به باشگاه فوتبال کیرکلی و پاکفیلد، باشگاه فوتبال نوریچ سیتی، و باشگاه فوتبال برادفورد سیتی اشاره کرد.